# Technomyrmex horni
Technomyrmex horni är en myrart som beskrevs av Auguste-Henri Forel 1912. Technomyrmex horni ingår i släktet Technomyrmex och familjen myror. Inga underarter finns listade i Catalogue of Life.